# Bristol Airport
Bristol Airport (IATA: BRS, ICAO: EGGD) er en lufthavn i North Somerset, 13 km sydvest for centrum af Bristol, i det sydvestlige England. Den åbnede i 1957 under navnet Bristol (Lulsgate) Airport.
I 2015 ekspederede den 6.786.790 passagerer og 68.074 flyoperationer. Især lavprisselskaberne easyJet og Ryanair havde meget fast ruteflyvning fra Bristol, ligesom charterselskaberne Thomas Cook Airlines og Thomson Airways fløj mange turister til sydlige destinationer.

## Historie
I 1930 åbnede man Bristol (Whitchurch) Airport, som lå placeret fem km syd for centrum af Bristol. Denne fungerede som byens hovedlufthavn, indtil man åbnede den nuværende i 1957 på resterne af RAFs base.
Royal Air Force etablerede i 1940 en landingsbane 13 km sydvest for byen, hvilket blev starten på at de etablerede en base for trænings- og skoleflyvninger indenfor luftvåbnet. Stedet blev kaldt RAF Lulsgate Bottom. RAF forlod stedet igen den 25. oktober 1946. To år efter fik forskellige forening tilladelse til at benytte området til eksempelvis motorcykelrace og svæveflyvning.
Det britiske transportministerium gav i juni 1955 tilladelse til at den tidligere base kunne sælges til byen og private investorer for £55.000. Efter en del forberedelser, flyttede man i midten af april 1957 alt trafik fra Bristol (Whitchurch) til den nye med navnet Bristol (Lulsgate) Airport. Prinsesse Marina af Grækenland og Danmark indviede 1. maj 1957 officielt lufthavnen.
I 1958 investerede man omkring £200.000 på en ny lufthavnsterminal samt andet infrastruktur. Et nyt kontroltårn blev opført i 1962, og tre år senere forlængede man landingsbanen. I 1968 blev det første 460 m2 fragtterminal opført.
Lufthavnen skiftede i midten af 1997 navn til Bristol International Airport, og i november samme år købte selskabet FirstGroup 51% af aktierne i lufthavnen. Bystyret beholdte de sidste 49%. I marts 2000 åbnede man en ny terminal, og passagertallet passerede for første gang to millioner. Året efter blev et nyt kontroltårn og kategori 3 instrumentlandingssystem indviet.
I marts 2010 skiftede man navn til det nuværende, Bristol Airport.

## Destinationer og flyselskaber
| Flyselskaber                                | Destinationer |
| ------------------------------------------- | --- |
| Aer Lingus Regional opereret af Stobart Air | Cork, Dublin |
| Air Malta                                   | Sæson: Malta |
| Aurigny Air Services                        | Guernsey |
| Austrian Airlines                           | Sæson: Innsbruck |
| BH Air                                      | Sæson: Burgas, Sofia |
| BMI Regional                                | Aberdeen, Düsseldorf, Frankfurt, Hamburg, Milan-Malpensa, Munich, Paris-Charles de Gaulle Sæson: Jersey Sæsoncharter: Bastia, Verona |
| Brussels Airlines opereret af BMI Regional  | Brussels |
| easyJet                                     | Alicante, Amsterdam, Barcelona, Basel/Mulhouse, Belfast-International, Berlin-Schönefeld, Bilbao, Bordeaux, Copenhagen, Edinburgh, Faro, Fuerteventura, Funchal, Geneva, Gibraltar, Glasgow, Gran Canaria (begins 29 September 2016) Inverness, Isle of Man, Kraków, Lanzarote, Lisbon, Madrid, Málaga, Marrakech, Murcia, Newcastle upon Tyne, Nice, Palma de Mallorca, Paphos, Paris-Charles de Gaulle, Pisa, Porto, Prague, Rome-Fiumicino, Tenerife-South, Toulouse, Venice, Vienna Sæson: Bodrum, Catania, Corfu, Dalaman, Dubrovnik, Grenoble, Heraklion, Ibiza, Innsbruck, La Rochelle, Lyon, Mahón, Marseille, Nantes, Naples, Olbia, Reykjavík-Keflavík, Salzburg, Split, Turin (begins 11 December 2016), Zakynthos |
| Enter Air                                   | Sæsoncharter: Sofia |
| Flybe opereret af Blue Islands              | Jersey |
| Jet2.com                                    | Sæsoncharter: Chambéry |
| KLM opereret af KLM Cityhopper              | Amsterdam |
| Mistral Air                                 | Sæson: Verona |
| Ryanair                                     | Alicante, Bergamo, Bucharest (begins 9 November 2016), Budapest, Dublin, Faro, Gdańsk, Gran Canaria, Kaunas, Kraków, Lanzarote, Málaga, Malta, Poznań, Tenerife-South, Treviso, Warsaw-Modlin, Wrocław Sæson: Bergerac, Béziers, Bologna, Castellón, Chania, Girona, Ibiza, Knock, Limoges, Palma de Mallorca, Reus, Rzeszów, Valencia |
| Thomas Cook Airlines                        | Fuerteventura, Gran Canaria, Lanzarote, Tenerife-South Sæson: Antalya, Corfu, Dalaman, Geneva, Heraklion, Ibiza, Kos, Kefalonia, Larnaca, Malta (begins 6 April 2017), Mahón, Palma de Mallorca, Rhodes, Skiathos, Zakynthos |
| Thomson Airways                             | Gran Canaria, Hurghada, Lanzarote, Málaga, Sal, Sharm el-Sheikh (suspenderet), Tenerife-South Sæson: Alicante, Antalya, Bodrum, Burgas, Catania, Cephalonia, Chambéry, Corfu, Dalaman, Dubrovnik, Enfidha, Fuerteventura, Geneva, Heraklion, Ibiza, Kittila, Kos, Larnaca, Marrakech, Menorca, Naples, Palma de Mallorca, Paphos, Pula, Reus, Rhodes, Santorini, Salzburg, Sofia, Thessaloniki, Toulouse, Turin, Zakynthos |
| Wizz Air                                    | Katowice, Košice, Sofia, Warsaw-Chopin |
| WOW Air                                     | Reykjavík-Keflavík |

## Ejerskab
I august 2016 havde lufthavnen følgende ejere:
- Ontario Teachers' Pension Plan - 100%

## Galleri
- Det nye kontroltårn fra 2001.
- Kontroltårnet fra 1962 til 2001.